# 王慶茀
王慶茀（19世紀—？），字蓮舸，浙江建德（今杭州建德市）人，中華民國大陸時期政治人物、商人。曾任建德縣商務分會總理、建德縣商會會長、浙江省議會議員、建德縣議會議長等職，國民革命軍北伐期間曾代理建德縣知事一職。

## 生平
王慶茀爲建德本地人，世居梅城，家境頗為富裕。1903年，與包汝羲等赴日本留學，歸國後曾任教於嚴郡中學堂，並擔任會計職務。宣統二年（1910年）起，出任建德縣商務分會總理（即負責人:354）。:3581911年，與包汝羲等人發起創辦惠英女子初等小學，開建德近代女性初級教育之先河。
宣統三年九月十五日（1911年11月5日），杭州光復，次日消息傳到建德，當地社會局勢混亂。当地士绅推举末任严州知府余炳文出任严州军政分府都督。不久，梅城人邵占先散佈謠言，稱浙江省軍政府任命建德的前清貢生畢錦元任嚴州軍政分府長。時任商會總理的王慶茀傳集各行業商團協商維持治安，決議派人出面質問邵氏並闢謠，並在嚴州城內設立兩處民團局，招募團丁，並派人赴省城購買槍支，以此維持當地治安。11月22日，新軍統領劉忠梁率兵進入嚴州，建德正式光復，浙江省軍政府嗣後委任葉誥書任嚴州軍政分府長兼攝縣事。
1916年，王慶茀被選爲建德縣商會會長（後任職至1923年:358），會址設在古越會所。商會原會址隨後被改作浙軍第七團團部駐所，次年（1917年），王慶茀籌資於東門街造新商會，親自撰寫碑文以紀念。:3541918年，王慶茀與另一名縣紳方型被選爲第二屆浙江省議會議員。
1922年，王慶茀任建德縣議會議長。1924年，孫傳芳從福建入浙，趕走皖系督軍盧永祥，梅城居民紛紛避入鄉下，是爲第一次“逃北佬”。1926年，北伐軍抵達建德，時任縣知事孫智敏委託王代管縣政後逃離建德。王慶茀隨後拜訪北伐軍軍官王俊，請求後者頒發公告正式委任其縣知事一職，王俊答應。然而嚴州當地向來有議會和商會之爭，商會方面不希望擔任議長的王慶茀再出任縣知事，於是聯絡軍長周鳳岐，要求後者將縣知事一職委任縣紳王槐卿（王韌），周表示同意，但王槐卿不願被捲入爭執，推辭不就。衆人又推舉陳考亭，陳亦不願赴任，最後只好由王繼續代理縣知事。王慶茀代理縣知事不久，孫傳芳軍反撲，北伐軍白崇禧部從桐廬退敗到衢州，王亦攜帶印信隨北伐軍南撤至衢州，是爲建德人常說的第二次“逃北佬”。
1925年4月王慶茀與包汝羲、胡業新、邵吉暉、方義笙等十人申請成立建德縣城廂電氣有限股份公司，受五卅運動影響，延至次年（1926年）5月創辦。王曾任公司經理，在他前往海門任稅捐局長後該職由王綬溶繼任。公司後於1942年浙贛會戰期間遭日軍破壞停辦。
1927年，王慶茀赴台州海門任稅捐局長，兩年後卸職回鄉。1930年，王慶茀與方笙步等創辦機米廠，一年後因縣民不習慣食用機米而停辦。
王慶茀生平喜好排憂解難，樂意參與地方公益事業，1934年大旱，王與包汝羲等本地紳商富戶集資採購洋米，設平祟局，賑濟災民。

## 家庭
王慶茀兄弟五人，排行第五，三哥王慶禧（蓮貴）爲建德王大成黃菸店創辦者。
王慶茀育有兩子，長子王廷光（壽民），被過繼給了無嗣的三哥王慶禧，次子王廷化（壽崧），兄弟二人都曾在上海復旦大學學習。